# 입자 지평선
입자 지평선(粒子地平線, 영어: particle horizon)은 우주론적 지평선(宇宙論的地平線, cosmological horizon), 공변 지평선(comoving horizon), 우주 빛 지평선(cosmic light horizon)이라고도 하는데, 어떤 입자로부터 출발한 광자가 우주의 나이 동안 관측자에게 이동할 수 있는 최대 거리에 해당한다. 원래의 지평선 개념과 비슷하게 이 선을 기준으로 관측 가능한 우주와 관측이 불가능한 우주로 나누어지고, 입자 지평선까지의 거리를 관측 가능한 우주의 크기로 볼 수 있다. 광자가 이동하는 동안에 광자가 통과하는 공간 자체가 팽창하므로 우주의 크기는 단순히 빛의 속도에 우주의 나이를 곱한 거리(138억 광년)로 계산하지 않고 빛의 속도에 등각 시간(conformal time)을 곱하여 구한다. 우주론적 지평선의 존재, 속성, 중요성은 우주론에 따라 서로 다르다.

## 등각 시간과 입자 지평선
공변거리의 관점에서 입자 지평선의 정의는 빅뱅 이후 입자가 광속 {\displaystyle c}로 등각 시간 {\displaystyle \eta } 만큼 이동한 거리를 의미한다. 일반적으로 특정한 시간 {\displaystyle t}에서 등각 시간 {\displaystyle \eta }는 다음과 같다.
{\displaystyle \eta =\int _{0}^{t}{\frac {dt'}{a(t')}}}
여기서 {\displaystyle a(t)}는 프리드만-르메트르-로버트슨-워커 계량의 척도인자이며, 빅뱅 시점을 {\displaystyle t=0}로 두었다. 관습에 따라 아래첨자 0이 붙은 시간을 "오늘날"이라고 하고, "오늘날"의 등각 시간은 {\displaystyle \eta (t_{0})=\eta _{0}=1.48\times 10^{18}\ {\rm {s}}}이고, 이는 약 468억 년에 해당하는 시간이다. 여기서 등각 시간은 우주의 나이와는 다르다. 여기서 등각 시간은, 우주가 팽창하지 않고 현재 상태를 유지한다고 가정했을 때, 우리를 떠난 빛이 우리가 볼 수 있는 가장 먼 곳까지 가는 데 걸리는 시간이다. 따라서 {\displaystyle \eta _{0}}는 물리적으로 의미가 없는 시간이지만(실제로 이 시간은 아직 지나지 않음) 이것과 관련되어 있는 입자 지평선은 개념적으로 의미가 있는 것임을 알 수 있다. 
입자 지평선은 시간이 지남에 따라 계속 멀어지고 있으며, 등각 시간 또한 증가하고 있다. 이와 같이 관측 가능한 우주의 크기는 계속 증가하고 있다. 주어진 시간에 대한 고유거리는 공변거리에 척도인자를 곱한 값이기 때문에(공변거리는 현재 시점에서 고유거리와 같도록 대체로 정의되므로 현재 시점에서 {\displaystyle a(t_{0})=1}이다) 시간 {\displaystyle t}에서 입자 지평선까지의 고유거리는 다음과 같이 주어진다.
{\displaystyle a(t)H_{p}(t)=a(t)\int _{0}^{t}{\frac {cdt'}{a(t')}}}
"오늘날" 즉 {\displaystyle t=t_{0}} 시점에서 입자 지평선까지의 고유거리는 다음과 같다.
{\displaystyle H_{p}(t_{0})=c\eta _{0}=14.4\ {\rm {Gpc}}=46.9\ {\rm {billion\ light\ years}}}.

## 입자 지평선 개념의 발전
이 단락에서는 프리드만-르메트르-로버트슨-워커 계량(FLRW 계량) 우주론 모델을 기반으로 설명한다. 여기서는 우주가 상호작용하지 않는 성분들이 모여 구성된 것이라고 가정하고 있고 각각은 밀도 {\displaystyle \rho _{i}}, 분압 {\displaystyle p_{i}}, 상태방정식 {\displaystyle p_{i}=\omega _{i}\rho _{i}}을 만족하는 이상유체이며 이들을 모두 합한 전체밀도는 {\displaystyle \rho }이며 전체분압은 {\displaystyle p}이다. 이에 따르면 방정식들을 다음과 같이 새로 정의할 수 있다.
- 허블 함수   {\displaystyle H={\frac {\dot {a}}{a}}}
- 임계밀도   {\displaystyle \rho _{c}={\frac {3}{8\pi }}H^{2}}
- i번째 무차원 에너지 밀도   {\displaystyle \Omega _{i}={\frac {\rho _{i}}{\rho _{c}}}}
- 무차원 에너지 밀도   {\displaystyle \Omega ={\frac {\rho }{\rho _{c}}}=\sum \Omega _{i}}
- {\displaystyle z}에서의 적색편이 방정식   {\displaystyle 1+z={\frac {a_{0}}{a(t)}}}

아래첨자가 0인 모든 함수는 현재 시각 {\displaystyle t_{0}}(또는 그와 같은 {\displaystyle z=0})에서의 함수를 의미한다. 마지막 항은 곡률방정식을 포함하여 전부 {\displaystyle 1}로 만들 수 있다.
허블 함수가 다음과 같이 주어짐을 증명할 수 있다.
{\displaystyle H(z)=H_{0}{\sqrt {\sum \Omega _{i0}(1+z)^{n_{i}}}}}
여기서 {\displaystyle n_{i}=3(1+\omega _{i})}이다. 추가적으로 이 공식의 범위는 모든 입자 요소에 적용될 수 있으며 각각은 무한이 많을 수 있다. 이를 다음과 같이 표기할 수 있다.
{\displaystyle {\text{입 자   경 계 선 }}~~H_{p}{\text{는}}~~N>2{\text{일 때 만   존 재 한 다. }}}
여기서 {\displaystyle N}은 {\displaystyle n_{i}}(무한대가 될 수 있음)에서 최대이다. 확장하는 우주({\displaystyle {\dot {a}}>0})에 대한 입자 지평선의 변화는 다음과 같다.
{\displaystyle {\frac {dH_{p}}{dt}}=H_{p}(z)H(z)+c}
여기서 {\displaystyle c}는 광속이며 자연단위인 {\displaystyle 1}로 바꿀 수 있다. 여기서, 거리의 변화율은 FLRW-시간 {\displaystyle t}에 관한 식이며 {\displaystyle z}만큼 적색편이 할 때 앞에서 언급한 것과 같이 비례한다고 볼 수 있다. 이 결과는 사건의 지평선과도 비슷하지만 세세한 부분에 있어서는 다르다.

## 지평선 문제
입자 지평선 개념은 대폭발 우주론과 관련된 미해결 문제인 지평선 문제를 설명하는 데에도 사용된다. 우주 마이크로파 배경(CMB)가 방출할 때 재결합 시각을 추정하여 입자 지평선을 추측할 수 있다.
{\displaystyle H_{p}(t_{\rm {CMB}})=c\eta _{\rm {CMB}}=284\ {\rm {Mpc}}=8.9\times 10^{-3}H_{p}(t_{0})}.
이 시간에 해당하는 고유시간은 다음과 같다.
{\displaystyle a_{\rm {CMB}}H_{p}(t_{\rm {CMB}})=261\ {\rm {kpc}}}
우주 마이크로파 배경 복사가 실질적으로 우리의 입자 지평선({\displaystyle 284{\text{ Mpc}}\ll 14.4{\text{ Gpc}}})에서 방출되는 것으로 관측되므로, 천구의 대원(great circle) 상에서, 
{\displaystyle f=H_{p}(t_{\rm {CMB}})/H_{p}(t_{0})}
의 비율 정도(시직경으로는 {\displaystyle \theta \sim 1.7^{\circ }})로 분리되어 있는 우주 마이크로파 배경의 부분들은 서로 인과적 접촉(causal contact)이 불가능하여야 할 것으로 예상된다. 그러므로 CMB가 열평형 상태이며 흑체와 매우 유사하다는 점은 표준적인 우주팽창 이론으로는 설명되지 않는다. 이 문제를 설명하는 가장 유력한 방법은 급팽창 이론이다.

## 같이 보기
- 우주 지평선의 목록
- 관측 가능한 우주